# وستلاند
شهر وستلاند (به هلندی: Westland) در هلند جنوبی در کشور هلند واقع شده‌است. جمعیت این شهر ۹۹٫۳۷۸ نفر  است.